# 遠大中國
遠大中國控股有限公司，簡稱遠大中國控股、遠大公司，以及遠大中國（英語：Yuanda China Holdings Limited，港交所：2789），集團業務主體公司為1993年由康宝华創立的瀋陽遠大鋁業工程有限公司。主要業務生產玻璃幕牆產品。
在2011年5月17日在香港交易所主板上市，註冊地址位於開曼群島。總部地址位於沈阳市经济技术开发区十三号街20号。香港辦事處位於新界沙田沙田鄉事會路138號新城市中央廣場1座11樓1121室。
招股價為1.5港元，集資額為22.5億港元，發行新股為15億股。

## 官方網站
- 遠大中國 （页面存档备份，存于）